# Haus Wintersohl
Haus Wintersohl war ein Rittergut im heutigen Ortsteil Königsburg der Stadt Werdohl im Märkischen Kreis.

## Geographie
Das Haus Wintersohl befand sich am linken Lenneufer auf einer leichten Anhöhe in ca. 190 m ü. NHN gegenüber dem Ortsteil Kettling.

## Geschichte
Erstmals urkundlich erwähnt wurde das Anwesen 1388 im Zusammenhang mit der Gefangennahme des Ritters Engelbert Haver von Wintersohl durch den Herzog von Berg. Der Ritter verpflichtete sich, auf briefliche Vorladung pünktlich in die Gefangenschaft zurückzukehren. Dies stand im Zusammenhang mit der üblichen Lösegeldforderung. Ende des 15. Jahrhunderts taucht mit Rötger Haver von Wintersohl ein Nachfahre von Engelbert auf. Dieser war ein Vasall des Herzogs von Berg. Graf Dietrich von der Mark beschlagnahmte kurzerhand das Haus Wintersohl und gab das Anwesen zu Lehen an den Ritter Heydenreich von Plettenberg. 1629 erwarb die Familie von Mumm das Rittergut. Im April 1754 wurde die Hofanlage mitsamt seinen dazugehörigen Ländereien und Rechten zwangsversteigert.
Im Laufe der Zeit wechselten noch mehrmals die Besitzer, bis das baufällig gewordene Anwesen Ende des 20. Jahrhunderts abgerissen wurde.

## Baubeschreibung
Das Rittergut bestand aus einem Haupthaus und mehreren Nebengebäuden. Die Anlage war mit einem Graben umgeben. Erbaut wurde das Haupthaus als eine Art Turm mit mehreren Stockwerken. Der oberirdisch gelegene Keller war mit Schießscharten versehen. Die Außenmauern waren bis zu zwei Meter dick. Die einzelnen Stockwerke waren mit einer Wendeltreppe verbunden.
Zum Rittergut gehörte eine Mühle an der Verse, Jagd- und Fischereirechte.